# Acropentias calligalis
Acropentias calligalis là một loài bướm đêm trong họ Crambidae.